# Eugenio Geiringer

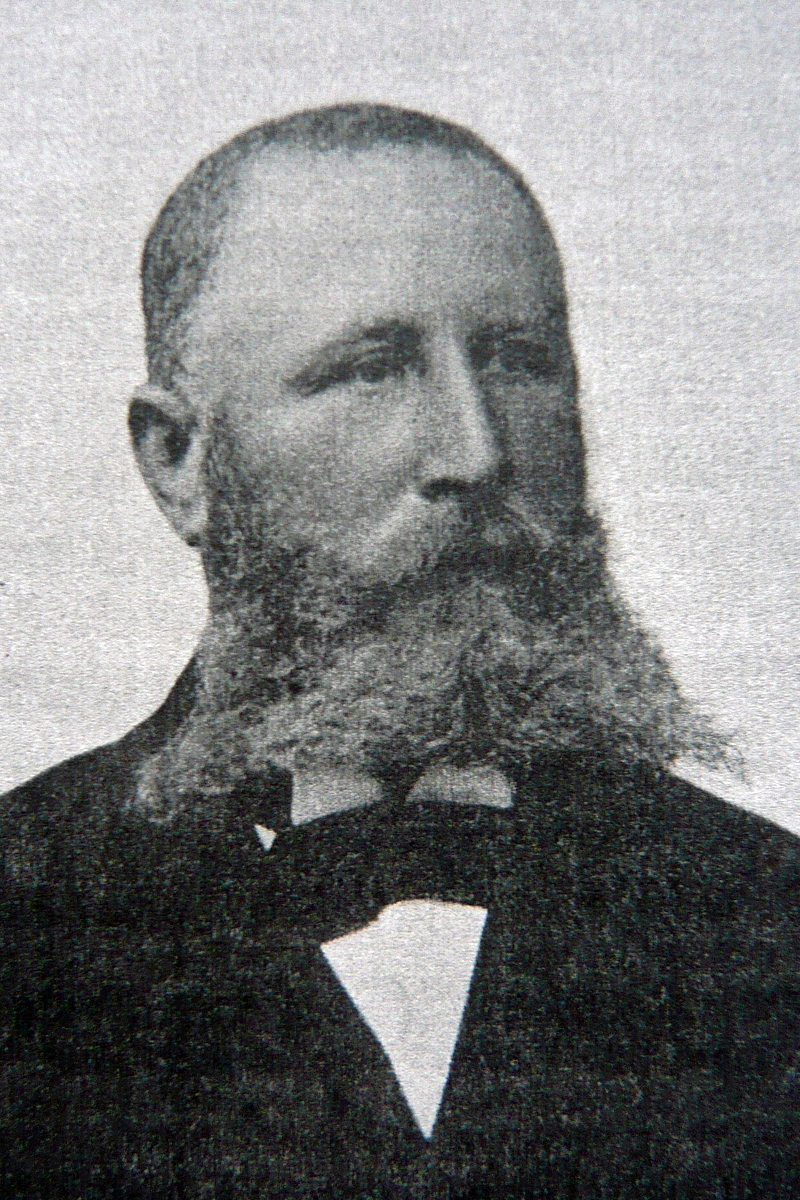
Eugenio Geiringer

Eugenio Geiringer (Triëst, 25 februari 1844 – aldaar, 18 november 1904) was een Italiaans ingenieur-architect en zakenman. Geiringer leefde in Triëst, een Vrije rijksstad onder bewind van het keizerrijk Oostenrijk.

## Levensloop
Geiringer was de zoon van de joods-Slovaakse zakenman Ruben Isach Roberto Geiringer en Eva Morpurgo, afkomstig uit een bankiersfamilie. Geiringer studeerde zowel aan de Accademia di Commercio e Nautica, een hogeschool gesticht door keizerin Maria-Theresia van Oostenrijk, als aan de universiteit van Padua. Hij studeerde af als ingenieur-architect (1864). Hij legde zich in zijn eerste jaren toe op de openbare straatverlichting met gas. Hij had hiervoor een opdracht gekregen van de stad Sciacca in Sicilië.
Vanaf 1868 verbleef hij opnieuw in Triëst. Hij huwde met Ortensia Luzzati (1874) voor wie hij een cameliatuin aanlegde aan hun kasteeltje, het Castelletto Geiringer.
Geiringer was docent landmeterij van de Civica Scuola Reale. Daarnaast ontwierp hij een tiental gebouwen voor Triëst; zijn stijl was neoclassicistisch, een stijl die destijds erg in smaak viel bij de Oostenrijkers. Het ging om spaarbanken, hotels en handelspanden. Ook hun eigen kasteeltje was een ontwerp van hem.
Geiringer ging tevens in de bankwereld en de politiek. Hij was gemeentelijk en provinciaal afgevaardigde voor de Vrije rijksstad Triëst, namens de Partito Liberale Nazionale. Hij zetelde in een maatschappij voor investeringen, voor stadsverfraaiing en stadshygiëne. Hij was betrokken bij de maatschappij die de spoorweg tussen Wenen en Triëst aanlegde. Geiringer was hoofdcurator van de stadsmusea Civici Musea di Antichità e Storia Naturale.